# I Liceum Ogólnokształcące im. Władysława Broniewskiego w Bełchatowie
I Liceum Ogólnokształcące im. Władysława Broniewskiego w Bełchatowie – publiczna szkoła ponadpodstawowa.

## Historia
Historia szkoły sięga lat 40. XX w. W 1945 r. z inicjatywy dr. Stefana Sobańca zostało założone  Miejskie Gimnazjum im. Adama Mickiewicza w Bełchatowie, które początkowo znajdywało się w budynku przy Szkole Podstawowej nr 2 przy dawnej ul. Wschodniej. Miejsce to było siedzibą szkoły podstawowej, jak i liceum do 1962 roku. 
W szkole funkcjonowały dwie klasy dla 61 osób łącznie, a zatrudnienie w niej znalazło dziesięciu profesorów. Pierwsi uczniowie ukończyli szkołę w roku szkolnym 1946/47, otrzymując dyplom Małej Matury.
Pierwszym kierownikiem szkoły im. A. Mickiewicza został Stanisław Miller, odwołany w 1951 roku, który później, jako wiceburmistrz miasta, aktywnie wspierał budowę jej nowej siedziby.
W wyniku rozporządzenia ministra edukacji o reorganizacji szkół średnich Karol Pawelczyk podjął starania o przekształcenie gimnazjum w liceum ogólnokształcące.
W 1948 r. w budynku szkoły im. Adama Mickiewicza uruchomiono szkołę jedenastoletnią – pierwszą szkołę średnią w Bełchatowie, która korzystała z budynku przy ul. Wschodniej do 3 września 1962 r., kiedy to został oddany w użytkowanie nowy budynek szkolny przy ul. 1 Maja 6, należący już oficjalnie do Liceum Ogólnokształcącego im. Władysława Broniewskiego. Ówczesnym dyrektorem był mgr Józef Grzegory. Pierwsza matura została tu przeprowadzona w dniach 25–27 maja 1952 roku. Przystąpiło do niej 19 osób, z czego zdało 17.
W chwili oddania szkoła posiadała 9 sal lekcyjnych, pomieszczenia pomocnicze i 3 pracownie specjalistyczne: biologiczną, chemiczną i fizyczną. Po rozbudowie w 1977 roku w szkole znajdywało się 21 sal i 6 pracowni. Od 1971 roku  istniał w liceum internat dla chłopców i dziewcząt, prowadzony przez państwa Wlazłowskich.
Profile pojawiły się w szkole w latach siedemdziesiątych, były to:
- profil biologiczno-chemiczny,
- profil matematyczno-fizyczny,
- profil sportowy,
- profil klasyczny (humanistyczny).

Wkrótce utworzono trzy klasy profilowane: humanistyczną, biologiczno-chemiczną i matematyczno-fizyczną. W ostatnich latach blisko 100% absolwentów I LO w Bełchatowie dostaje się na studia.
Od 1983 roku nieprzerwanie przez 24 lata, dyrektorem liceum był mgr Tadeusz Markiewicz. W 2007 roku na tym stanowisku zastąpiła go mgr Barbara Barasińska.
W roku 2008 po raz pierwszy w historii szkoły, za decyzją dyrekcji, studniówka odbyła się poza szkołą. Rozwiązano również Zespół Szkół Ponadgimnazjalnych nr 1, co wymusiło kolejne wybory, tym razem na stanowisko dyrektora Liceum im. Władysława Broniewskiego. W wyniku głosowania dyrektorem I LO została pani mgr Joanna Zalejska.

## Dyrektorzy Liceum Ogólnokształcącego
- Stanisław Miller (1948–1951)
- mgr Mirosław Dyja (1951–1952)
- mgr Józef Marchewka (1953–1956)
- mgr Józef Grzegory (1956–1972)
- mgr Zygmunt Sęk (1972–1974)
- mgr Władysław Kubik (1974–1977)
- mgr Jadwiga Guszczar (1977–1982)
- mgr Teresa Szczęsna (1982–1983)

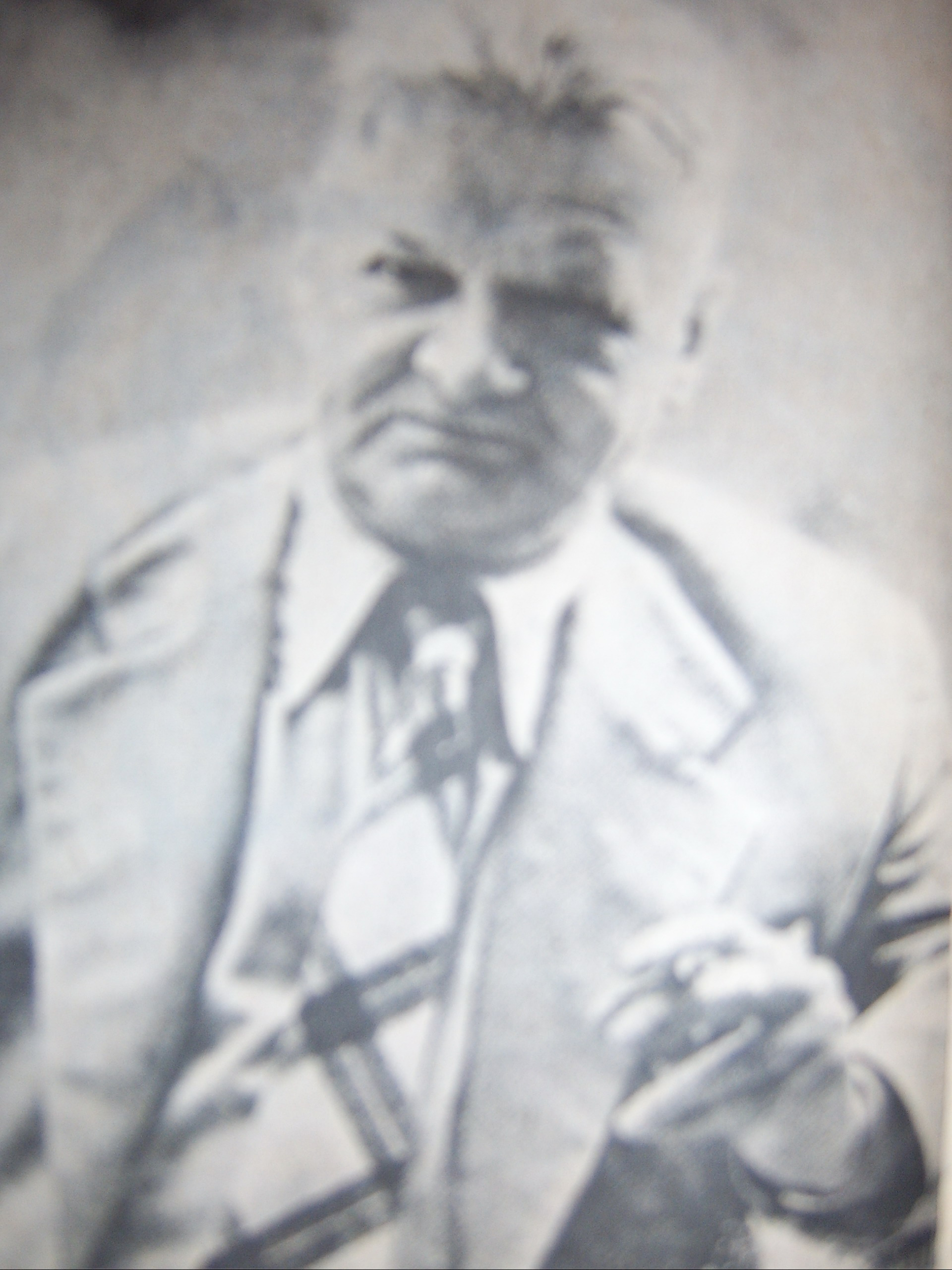
Władysław Broniewski
(1897–1962)

- mgr Tadeusz Markiewicz (1983–2007)
- mgr Barbara Barasińska (2007–2008)
- mgr Joanna Zalejska (2008–2023)
- mgr Ewa Kępa (od 2023)

## Patron szkoły
Szkoła przyjęła imię Władysława Broniewskiego.